# US Open de 2016
O US Open de 2016 foi um torneio de tênis disputado nas quadras duras do USTA Billie Jean King National Tennis Center, no Flushing Meadows-Corona Park, no distrito do Queens, em Nova York, nos Estados Unidos, entre 29 de agosto e 11 de setembro. Corresponde à 49ª edição da era aberta e à 136ª de todos os tempos.
O defensor do título masculino, Novak Djokovic, perdeu para Stan Wawrinka na final. Flavia Pennetta foi a última vencedora do feminino, mas se aposentou ao final de 2015 e não defendeu seu título. Este foi ganho por Angelique Kerber, primeira alemã a conquistar o torneio nova-iorquino desde Steffi Graf, em 1996. Ela também, durante o evento, assumiu o posto de número 1 do ranking da WTA, que pertencia a Serena Williams desde fevereiro de 2013.
Nas duplas, Bruno Soares e Jamie Murray conquistaram o segundo major do ano, algo que não acontecia com uma parceria na modalidade desde 2013. Bethanie Mattek-Sands e Lucie Šafářová foram as vitoriosas entre as mulheres, colecionando o terceiro troféu dos quatro grandes. Laura Siegemund e Mate Pavić obtiveram êxito nas mistas.

## Teto na Ashe e novo Grandstand
A Arthur Ashe Stadium, principal quadra do complexo, estreia na edição de 2016 o teto retrátil, primeiro do torneio. O uso do teto é esperado apenas para casos de chuva, diferentemente dos tetos no Australian Open, que também servem em situações de extremo calor. O novo Grandstand foi inaugurado em espaço diferente do velho Grandstand, que será demolido. Mesmo destino terá o Louis Armstrong Stadium, e o novo será construído no mesmo lugar, na sequência, a ser inaugurado em alguns anos.

## Transmissão
Esta é a lista de países e canais designados a transmitir o torneio durante a edição em questão:
Países lusófonos

| País(es) | Canal(is)          |
| -------- | ------------------ |
| Brasil   | ESPN Brasil SporTV |
| Portugal | Eurosport          |

Resto do mundo
| País(es)                      | Canal(is)                 |
| Países avulsos                |                           |
| ----------------------------- | ------------------------- |
| África do Sul                 | SuperSport                |
| Austrália                     | Fox Sports Austrália [en] |
| Canadá                        | TSN                       |
| Chéquia                       | O2 [en]                   |
| China                         | CCTV-5 iQIYI              |
| Estados Unidos                | ESPN                      |
| Filipinas                     | Balls [en]                |
| Índia                         | TEN Sports [en]           |
| Japão                         | WOWOW                     |
| México                        | Sky México                |
| Nova Zelândia                 | Sky [en]                  |
| Rússia                        | Eurosport NTV             |
| Sérvia                        | RTS                       |
| Singapura                     | StarHub                   |
| Suíça                         | SRG SSR                   |
| Tailândia                     | TrueVisions [en]          |
| Vietname                      | SCTV [vi] VTV             |
| Regiões                       |                           |
| América Central               | Sky México                |
| América do Sul espanhola      | ESPN (América Latina)     |
| Europa                        | Eurosport                 |
| Norte da África Oriente Médio | beIN Sports               |

## Pontuação e premiação

### Distribuição de pontos
ATP e WTA informam suas pontuações em Grand Slam, distintas entre si, em simples e em duplas. A ITF responde exclusivamente pelos juvenis.
Considerado torneio amistoso, o de duplas mistas não gera pontos.
No juvenil, os simplistas jogam duas fases de qualificatório, mas só os que passam à chave principal pontuam. Em duplas, a pontuação é por jogador. A partir da fase com 16, os competidores recebem pontos adicionais de bônus (os valores da tabela já somam as duas pontuações).

#### Profissional
| Evento            | V    | F    | SF  | QF  | R16 | R32 | R64 | R128 | Q  | Q3 | Q2 | Q1 |
| Simples masculino | 2000 | 1200 | 720 | 360 | 180 | 90  | 45  | 10   | 25 | 16 | 8  | 0  |
| Duplas masculinas | 2000 | 1200 | 720 | 360 | 180 | 90  | 0   | —    | —  | —  | —  | —  |
| Simples feminino  | 2000 | 1300 | 780 | 430 | 240 | 130 | 70  | 10   | 40 | 30 | 20 | 2  |
| Duplas femininas  | 2000 | 1300 | 780 | 430 | 240 | 130 | 10  | —    | —  | —  | —  | —  |

| \| Evento \| V \| F \| SF \| QF \| R16 \| R32 \| R64 \| Q \| Q2 \| Q1 \| \| Simples Masculino \| 375 \| 270 \| 180 \| 120 \| 75 \| 30 \| 25* \| 20 \| 0 \| 0 \| \| Simples Feminino \| 375 \| 270 \| 180 \| 120 \| 75 \| 30 \| 25* \| 20 \| 0 \| 0 \| \| Duplas Masculinas \| 270 \| 180 \| 120 \| 75 \| 45 \| 0 \| — \| — \| — \| — \| \| Duplas Femininas \| 270 \| 180 \| 120 \| 75 \| 45 \| 0 \| — \| — \| — \| — \| |     |     |     |     |     |     |     |    |    |    |
| Evento | V   | F   | SF  | QF  | R16 | R32 | R64 | Q  | Q2 | Q1 |
| Simples Masculino | 375 | 270 | 180 | 120 | 75  | 30  | 25* | 20 | 0  | 0  |
| Simples Feminino | 375 | 270 | 180 | 120 | 75  | 30  | 25* | 20 | 0  | 0  |
| Duplas Masculinas | 270 | 180 | 120 | 75  | 45  | 0   | —   | —  | —  | —  |
| Duplas Femininas | 270 | 180 | 120 | 75  | 45  | 0   | —   | —  | —  | —  |

### Premiação
A premiação geral aumentou 9,6% em relação a 2015. Os títulos de simples tiveram um acréscimo de US$ 200.000 cada.
O US Open possui o mesmo número de participantes - 128 - nas chaves do qualificatório masculino e feminino, o que não acontece nos outros Slam. Os valores para duplas são por par. Diferentemente da pontuação, não há recompensa aos vencedores do qualificatório.
Os torneios amistosos constam em "Outros eventos". Os juvenis não são pagos.
| Evento        | V             | F             | SF          | QF          | Últimos 16  | Últimos 32  | Últimos 64 | Últimos 128 | Q3         | Q2         | Q1        |
| Contemplados  | 1             | 1             | 2           | 4           | 8           | 16          | 32         | 64          | 16         | 32         | 64        |
| Simples (2)   | US$ 3.500.000 | US$ 1.750.000 | US$ 875.000 | US$ 450.000 | US$ 235.000 | US$ 140.000 | US$ 77.188 | US$ 43.313  | US$ 16.350 | US$ 10.900 | US$ 5.606 |
| Duplas (2)    | US$ 625.000   | US$ 310.000   | US$ 150.000 | US$ 75.000  | US$ 40.000  | US$ 24.500  | US$ 15.141 | —           | —          | —          | —         |
| Duplas mistas | US$ 150.000   | US$ 70.000    | US$ 30.000  | US$ 15.000  | US$ 10.000  | US$ 5.000   | —          | —           | —          | —          | —         |

Outros eventos: US$ 600.000
Total dos eventos: US$ 44.825.488
Per diem (estimado): US$ 1.478.000
Total da premiação: US$ 46.303.488

### Premiação extra
O US Open Series é a série de torneios preparatórios para o Grand Slam norte-americano. A campanha dos tenistas de simples gera pontos. Os três maiores pontuadores, de ambos os gêneros, asseguram o direito de ganhar um prêmio extra em dinheiro, dependendo de seus desempenhos em Nova York, de acordo com a tabela abaixo.
| US Open Series de 2016 | US Open Series de 2016 | US Open Series de 2016 | US Open Series de 2016 | US Open Series de 2016 | US Open Series de 2016 | US Open Series de 2016 | US Open Series de 2016 | US Open Series de 2016 | US Open Series de 2016 | US Open Series de 2016 |
| --- | ---------------------- | ---------------------- | ---------------------- | ---------------------- | ---------------------- | ---------------------- | ---------------------- | ---------------------- | ---------------------- | ---------------------- |
| Torneios participantes: Atlanta, Toronto, Cincinnati e Winston-Salem (ATP); Stanford, Montreal, Cincinnati e New Haven (WTA) |                        |                        |                        |                        |                        |                        |                        |                        |                        |                        |
| Posição/Fase | V                      | F                      | SF                     | QF                     | 4ª fase                | 3ª fase                | 2ª fase                | 1ª fase                | Premiados              | Premiados              |
| 1º lugar | US$ 1.000.000          | US$ 500.000            | US$ 250.000            | US$ 125.000            | US$ 70.000             | US$ 40.000             | US$ 25.000             | US$ 15.000             | Kei Nishikori          | US$ 250.000            |
| 1º lugar | US$ 1.000.000          | US$ 500.000            | US$ 250.000            | US$ 125.000            | US$ 70.000             | US$ 40.000             | US$ 25.000             | US$ 15.000             | Agnieszka Radwańska    | US$ 70.000             |
| 2º lugar | US$ 500.000            | US$ 250.000            | US$ 125.000            | US$ 62.500             | US$ 35.000             | US$ 20.000             | US$ 12.500             | US$ 7.500              | Grigor Dimitrov        | US$ 35.000             |
| 2º lugar | US$ 500.000            | US$ 250.000            | US$ 125.000            | US$ 62.500             | US$ 35.000             | US$ 20.000             | US$ 12.500             | US$ 7.500              | Johanna Konta          | US$ 35.000             |
| 3º lugar | US$ 250.000            | US$ 125.000            | US$ 62.500             | US$ 31.250             | US$ 17.500             | US$ 10.000             | US$ 6.250              | US$ 3.750              | Milos Raonic           | US$ 6.250              |
| 3º lugar | US$ 250.000            | US$ 125.000            | US$ 62.500             | US$ 31.250             | US$ 17.500             | US$ 10.000             | US$ 6.250              | US$ 3.750              | Simona Halep           | US$ 31.250             |

## Cabeças de chave
Cabeças baseados(as) nos rankings de 22 de agosto de 2016. Dados de Ranking e Pontos anteriores são de 29 de agosto de agosto de 2016.
A colocação individual nos rankings de duplas masculinas e femininas ajudam a definir os cabeças de chaves nestas categorias e também na de mistas.
Nas duplas, o ranking é definido somando os pontos individuais dos jogadores no raking de masculinas e/ou femininas.
Em verde, o(s) cabeça(s) de chave campeão(ões). Em vermelho, o(s) vice-campeão(ões).

### Simples

#### Masculino
| Cabeça | Ranking | Jogador               | Pontos anteriores | Pontos a defender | Pontos conquistados | Nova pontuação | Eliminado na | Eliminado por              |
| ------ | ------- | --------------------- | ----------------- | ----------------- | ------------------- | -------------- | ------------ | -------------------------- |
| 1      | 1       | Novak Djokovic        | 14.840            | 2.000             | 1.200               | 14.040         | F            | Stan Wawrinka [3]          |
| 2      | 2       | Andy Murray           | 9.305             | 180               | 360                 | 9.485          | QF           | Kei Nishikori [6]          |
| 3      | 3       | Stan Wawrinka         | 4.980             | 720               | 2.000               | 6.260          | Campeão      | –                          |
| 4      | 5       | Rafael Nadal          | 4.850             | 90                | 180                 | 4.940          | 4ª fase      | Lucas Pouille [24]         |
| 5      | 6       | Milos Raonic          | 4.805             | 90                | 45                  | 4.760          | 2ª fase      | Ryan Harrison [Q]          |
| 6      | 7       | Kei Nishikori         | 4.165             | 10                | 720                 | 4.875          | SF           | Stan Wawrinka [3]          |
| 7      | 9       | Marin Čilić           | 3.515             | 720               | 90                  | 2.885          | 3ª fase      | Jack Sock [26]             |
| 8      | 10      | Dominic Thiem         | 3.205             | 90                | 180                 | 3.295          | 4ª fase, ab. | Juan Martín del Potro [WC] |
| 9      | 11      | Jo-Wilfried Tsonga    | 2.875             | 360               | 360                 | 2.875          | QF, ab.      | Novak Djokovic [1]         |
| 10     | 12      | Gaël Monfils          | 2.835             | 10                | 720                 | 3.545          | SF           | Novak Djokovic [1]         |
| 11     | 13      | David Ferrer          | 2.660             | 90                | 90                  | 2.660          | 3ª fase      | Juan Martín del Potro [WC] |
| 12     | 14      | David Goffin          | 2.565             | 90                | 10                  | 2.485          | 1ª fase      | Jared Donaldson [Q]        |
| 13     | 15      | Richard Gasquet       | 2.230             | 360               | 10                  | 1.880          | 1ª fase      | Kyle Edmund                |
| 14     | 16      | Nick Kyrgios          | 2.060             | 10                | 90                  | 2.140          | 3ª fase, ab. | Illya Marchenko            |
| 15     | 17      | Roberto Bautista Agut | 2.040             | 180               | 90                  | 1.950          | 3ª fase      | Lucas Pouille [24]         |
| 16     | 18      | Feliciano López       | 1.840             | 360               | 45                  | 1.525          | 2ª fase      | João Sousa                 |
| 17     | 19      | Bernard Tomic         | 1.780             | 90                | 10                  | 1.700          | 1ª fase      | Damir Džumhur              |
| 18     | 20      | Pablo Cuevas          | 1.745             | 45                | 45                  | 1.745          | 2ª fase      | Nicolás Almagro            |
| 19     | 22      | Steve Johnson         | 1.635             | 10                | 45                  | 1.670          | 2ª fase      | Juan Martín del Potro [WC] |
| 20     | 21      | John Isner            | 1.645             | 180               | 90                  | 1.555          | 3ª fase      | Kyle Edmund                |
| 21     | 23      | Ivo Karlović          | 1.570             | 45                | 180                 | 1.705          | 4ª fase      | Kei Nishikori [6]          |
| 22     | 24      | Grigor Dimitrov       | 1.555             | 45                | 180                 | 1.690          | 4ª fase      | Andy Murray [2]            |
| 23     | 35      | Kevin Anderson        | 1.275             | 360               | 90                  | 1.005          | 3ª fase      | Jo-Wilfried Tsonga [9]     |
| 24     | 25      | Lucas Pouille         | 1.481             | 10                | 360                 | 1.831          | QF           | Gaël Monfils [10]          |
| 25     | 26      | Philipp Kohlschreiber | 1.475             | 90                | 10                  | 1.395          | 1ª fase, ab. | Nicolas Mahut              |
| 26     | 27      | Jack Sock             | 1.450             | 45                | 180                 | 1.585          | 4ª fase      | Jo-Wilfried Tsonga [9]     |
| 27     | 28      | Alexander Zverev      | 1.415             | 35                | 45                  | 1.425          | 2ª fase      | Daniel Evans               |
| 28     | 29      | Martin Kližan         | 1.405             | 45                | 10                  | 1.370          | 1ª fase      | Mikhail Youzhny            |
| 29     | 30      | Sam Querrey           | 1.400             | 10                | 10                  | 1.400          | 1ª fase      | Janko Tipsarević [PR]      |
| 30     | 31      | Gilles Simon          | 1.385             | 10                | 45                  | 1.420          | 2ª fase      | Paolo Lorenzi              |
| 31     | 33      | Albert Ramos-Viñolas  | 1.330             | 10+45             | 45+20               | 1.340          | 2ª fase      | Andrey Kuznetsov           |
| 32     | 34      | Benoît Paire          | 1.305             | 180               | 45                  | 1.170          | 2ª fase      | Marcos Baghdatis           |

##### Desistências
| Ranking | Jogador       | Pontos anteriores | Pontos a defender | Nova pontuação | Motivo                   |
| ------- | ------------- | ----------------- | ----------------- | -------------- | ------------------------ |
| 4       | Roger Federer | 4.945             | 1.200             | 3.745          | Lesão no joelho esquerdo |
| 8       | Tomáš Berdych | 3.570             | 180               | 3.390          | Apendicite               |

#### Feminino
| Cabeça | Ranking | Jogadora                 | Pontos anteriores | Pontos a defender | Pontos conquistados | Nova pontuação | Eliminada na | Eliminada por             |
| ------ | ------- | ------------------------ | ----------------- | ----------------- | ------------------- | -------------- | ------------ | ------------------------- |
| 1      | 1       | Serena Williams          | 7.050             | 780               | 780                 | 7.050          | SF           | Karolína Plíšková [10]    |
| 2      | 2       | Angelique Kerber         | 6.860             | 130               | 2.000               | 8.730          | Campeã       | –                         |
| 3      | 3       | Garbiñe Muguruza         | 5.830             | 70                | 70                  | 5.830          | 2ª fase      | Anastasija Sevastova      |
| 4      | 4       | Agnieszka Radwańska      | 5.705             | 130               | 240                 | 5.815          | 4ª fase      | Ana Konjuh                |
| 5      | 5       | Simona Halep             | 5.151             | 780               | 430                 | 4.801          | QF           | Serena Williams [1]       |
| 6      | 6       | Venus Williams           | 4.005             | 430               | 240                 | 3.815          | 4ª fase      | Karolína Plíšková [10]    |
| 7      | 8       | Roberta Vinci            | 3.465             | 1.300             | 430                 | 2.595          | QF           | Angelique Kerber [2]      |
| 8      | 9       | Madison Keys             | 3.286             | 240               | 240                 | 3.286          | 4ª fase      | Caroline Wozniacki        |
| 9      | 10      | Svetlana Kuznetsova      | 3.190             | 10                | 70                  | 3.250          | 2ª fase      | Caroline Wozniacki        |
| 10     | 11      | Karolína Plíšková        | 3.135             | 10                | 1.300               | 4.425          | F            | Angelique Kerber [2]      |
| 11     | 12      | Carla Suárez Navarro     | 3.100             | 10                | 240                 | 3.330          | 4ª fase      | Simona Halep [5]          |
| 12     | 13      | Dominika Cibulková       | 3.100             | 130               | 130                 | 3.100          | 3ª fase      | Lesia Tsurenko            |
| 13     | 14      | Johanna Konta            | 2.905             | 280               | 240                 | 2.865          | 4ª fase      | Anastasija Sevastova      |
| 14     | 16      | Petra Kvitová            | 2.580             | 430               | 240                 | 2.390          | 4ª fase      | Angelique Kerber [2]      |
| 15     | 15      | Timea Bacsinszky         | 2.713             | 10                | 70                  | 2.773          | 2ª fase      | Varvara Lepchenko         |
| 16     | 17      | Samantha Stosur          | 2.370             | 240               | 70                  | 2.200          | 2ª fase      | Zhang Shuai               |
| 17     | 18      | Anastasia Pavlyuchenkova | 2.195             | 70                | 130                 | 2.255          | 3ª fase      | Karolína Plíšková [10]    |
| 18     | 21      | Barbora Strýcová         | 2.050             | 130               | 10                  | 1.930          | 1ª fase      | Monica Niculescu          |
| 19     | 20      | Elena Vesnina            | 2.054             | 70                | 130                 | 2.114          | 3ª fase      | Carla Suárez Navarro [11] |
| 20     | 22      | Kiki Bertens             | 1.945             | 110               | 10                  | 1.845          | 1ª fase      | Ana Konjuh                |
| 21     | 23      | Irina-Camelia Begu       | 1.835             | 10                | 10                  | 1.835          | 1ª fase      | Lesia Tsurenko            |
| 22     | 19      | Elina Svitolina          | 2.101             | 130               | 130                 | 2.101          | 3ª fase      | Petra Kvitová [14]        |
| 23     | 24      | Daria Kasatkina          | 1.773             | 130               | 10                  | 1.653          | 1ª fase      | Wang Qiang                |
| 24     | 26      | Belinda Bencic           | 1.602             | 130               | 130                 | 1.602          | 3ª fase      | Johanna Konta [13]        |
| 25     | 33      | Caroline Garcia          | 1.555             | 10                | 130                 | 1.675          | 3ª fase      | Agnieszka Radwańska [4]   |
| 26     | 27      | Laura Siegemund          | 1.600             | 40+140            | 130+13              | 1.563          | 3ª fase      | Venus Williams [6]        |
| 27     | 28      | Sara Errani              | 1.590             | 130               | 10                  | 1.470          | 1ª fase      | Shelby Rogers             |
| 28     | 30      | Coco Vandeweghe          | 1.561             | 70                | 10                  | 1.501          | 1ª fase      | Naomi Osaka               |
| 29     | 31      | Ana Ivanovic             | 1.560             | 10                | 10                  | 1.560          | 1ª fase      | Denisa Allertová          |
| 30     | 32      | Misaki Doi               | 1.555             | 70                | 10                  | 1.495          | 1ª fase      | Carina Witthöft           |
| 31     | 34      | Tímea Babos              | 1.510             | 10                | 130                 | 1.630          | 3ª fase      | Simona Halep [5]          |
| 32     | 35      | Mónica Puig              | 1.500             | 10                | 10                  | 1.500          | 1ª fase      | Zheng Saisai              |

##### Desistências
| Ranking | Jogadora          | Pontos anteriores | Pontos a defender | Nova pontuação | Motivo              |
| ------- | ----------------- | ----------------- | ----------------- | -------------- | ------------------- |
| 7       | Victoria Azarenka | 3.551             | 430               | 3.121          | Gravidez            |
| 25      | Sloane Stephens   | 1.612             | 10                | 1.602          | Lesão no pé direito |

### Duplas
| Cabeça | Ranking | Equipe                | Equipe                 |
| ------ | ------- | --------------------- | ---------------------- |
| 1      | 3       | Pierre-Hugues Herbert | Nicolas Mahut          |
| 2      | 10      | Ivan Dodig            | Marcelo Melo           |
| 3      | 11      | Bob Bryan             | Mike Bryan             |
| 4      | 12      | Jamie Murray          | Bruno Soares           |
| 5      | 20      | Jean-Julien Rojer     | Horia Tecău            |
| 6      | 26      | Daniel Nestor         | Vasek Pospisil         |
| 7      | 30      | Raven Klaasen         | Rajeev Ram             |
| 8      | 40      | Feliciano López       | Marc López             |
| 9      | 40      | Treat Huey            | Max Mirnyi             |
| 10     | 43      | Henri Kontinen        | John Peers             |
| 11     | 48      | Julien Benneteau      | Édouard Roger-Vasselin |
| 12     | 49      | Łukasz Kubot          | Alexander Peya         |
| 13     | 56      | Juan Sebastián Cabal  | Robert Farah           |
| 14     | 69      | Pablo Cuevas          | Marcel Granollers      |
| 15     | 70      | Oliver Marach         | Fabrice Martin         |
| 16     | 71      | Radek Štěpánek        | Nenad Zimonjić         |

| Cabeça | Ranking | Equipe                | Equipe              |
| ------ | ------- | --------------------- | ------------------- |
| 1      | 7       | Caroline Garcia       | Kristina Mladenovic |
| 2      | 14      | Chan Hao-ching        | Chan Yung-jan       |
| 3      | 16      | Tímea Babos           | Yaroslava Shvedova  |
| 4      | 19      | Andrea Hlaváčková     | Lucie Hradecká      |
| 5      | 20      | Ekaterina Makarova    | Elena Vesnina       |
| 6      | 21      | Martina Hingis        | Coco Vandeweghe     |
| 7      | 22      | Sania Mirza           | Barbora Strýcová    |
| 8      | 25      | Julia Görges          | Karolína Plíšková   |
| 9      | 34      | Raquel Atawo          | Abigail Spears      |
| 10     | 43      | Vania King            | Monica Niculescu    |
| 11     | 46      | Xu Yifan              | Zheng Saisai        |
| 12     | 58      | Bethanie Mattek-Sands | Lucie Šafářová      |
| 13     | 58      | Andreja Klepač        | Katarina Srebotnik  |
| 14     | 68      | Darija Jurak          | Anastasia Rodionova |
| 15     | 80      | Kiki Bertens          | Johanna Larsson     |
| 16     | 86      | Barbora Krejčíková    | Kateřina Siniaková  |

#### Mistas
| Cabeça | Ranking | Equipe             | Equipe            |
| ------ | ------- | ------------------ | ----------------- |
| 1      | 8       | Sania Mirza        | Ivan Dodig        |
| 2      | 13      | Yaroslava Shvedova | Bruno Soares      |
| 4      | 28      | Raquel Atawo       | Jean-Julien Rojer |
| 5      | 29      | Chan Hao-ching     | Max Mirnyi        |
| 6      | 33      | Andrea Hlaváčková  | Łukasz Kubot      |
| 7      | 39      | Coco Vandeweghe    | Rajeev Ram        |
| 8      | 44      | Lucie Hradecká     | Marcin Matkowski  |

##### Desistências
| Cabeça | Ranking | Equipe                | Equipe      |
| ------ | ------- | --------------------- | ----------- |
| 3      | 25      | Bethanie Mattek-Sands | Horia Tecău |

## Convidados à chave principal
Os jogadores a seguir receberam convite para disputar diretamente a chave principal, baseados em seleção interna ou desempenhos recentes.

### Simples
| Masculino | Feminino |
| --- | --- |
| - Juan Martín del Potro - James Duckworth - Ernesto Escobedo - Bjorn Fratangelo - Mackenzie McDonald - Michael Mmoh - Rajeev Ram - Frances Tiafoe | - Danielle Collins - Kayla Day - Lauren Davis - Sofia Kenin - Vania King - Bethanie Mattek-Sands - Ellen Perez - Virginie Razzano |

### Duplas
| Masculinas | Femininas | Mistas |
| --- | --- | --- |
| - Taylor Fritz / Tommy Paul - Ryan Harrison / Austin Krajicek - Denis Kudla / Dennis Novikov - Mackenzie McDonald / Martin Redlicki - John McNally / Jeffrey John Wolf - Nicolas Meister / Eric Quigley - Daniel Nguyen / Noah Rubin | - Brooke Austin / Kourtney Keegan - Catherine Bellis / Julia Boserup - Jacqueline Cako / Danielle Lao - Samantha Crawford / Jessica Pegula - Jada Hart / Ena Shibahara - Asia Muhammad / Taylor Townsend - Ashley Weinhold / Caitlin Whoriskey | - Emina Bektas / Evan King - Nicole Gibbs / Dennis Novikov - Martina Hingis / Leander Paes - Jamie Loeb / Noah Rubin - Christina McHale / Ryan Harrison - Melanie Oudin / Mitchell Krueger - Taylor Townsend / Donald Young - Sachia Vickery / Frances Tiafoe |

## Qualificados à chave principal
O qualificatório aconteceu no USTA Billie Jean King National Tennis Center entre 23 de 26 de agosto de 2016.

### Simples
| Masculino | Feminino |
| --- | --- |
| 1. Alessandro Giannessi 2. Christian Harrison 3. Karen Khachanov 4. Guido Andreozzi 5. Jan Šátral 6. Steve Darcis 7. Márton Fucsovics 8. Thomas Fabbiano 9. Radek Štěpánek 10. Guilherme Clezar 11. Ryan Harrison 12. Ilya Ivashka 13. Saketh Myneni 14. Jared Donaldson 15. Marco Chiudinelli 16. Mischa Zverev | 1. Kristína Kučová 2. Duan Yingying 3. Montserrat González 4. Nadia Podoroska 5. Elise Mertens 6. Mandy Minella 7. Catherine Bellis 8. Wang Yafan 9. Taylor Townsend 10. Jessica Pegula 11. Ana Bogdan 12. Barbara Haas 13. Richèl Hogenkamp 14. Antonia Lottner 15. Laura Robson 16. Aleksandra Krunić |

Lucky losers
| 1. Jozef Kovalík 2. Daniel Brands | 1. Alison Van Uytvanck |

## Eliminações em simples

### Masculino
| Final                  | Final                      | Final                      | Final                      |
| ---------------------- | -------------------------- | -------------------------- | -------------------------- |
| Novak Djokovic [1]     |                            |                            |                            |
| Semifinais             |                            |                            |                            |
| Gaël Monfils [10]      | Gaël Monfils [10]          | Kei Nishikori [6]          | Kei Nishikori [6]          |
| Quartas de final       |                            |                            |                            |
| Jo-Wilfried Tsonga [9] | Lucas Pouille [24]         | Juan Martín del Potro (WC) | Andy Murray [2]            |
| Quarta fase            |                            |                            |                            |
| Kyle Edmund            | Jack Sock [26]             | Rafael Nadal [4]           | Marcos Baghdatis           |
| Dominic Thiem [8]      | Illya Marchenko            | Ivo Karlović [21]          | Grigor Dimitrov [22]       |
| Terceira fase          |                            |                            |                            |
| Mikhail Youzhny        | John Isner [20]            | Kevin Anderson [23]        | Marin Čilić [7]            |
| Andrey Kuznetsov       | Roberto Bautista Agut [15] | Nicolás Almagro            | Ryan Harrison (Q)          |
| Pablo Carreño Busta    | David Ferrer [11]          | Nick Kyrgios [14]          | Daniel Evans               |
| Nicolas Mahut          | Jared Donaldson (Q)        | João Sousa                 | Paolo Lorenzi              |
| Segunda fase           |                            |                            |                            |
| Jiří Veselý            | Guido Pella                | Steve Darcis (Q)           | Ernesto Escobedo (WC)      |
| James Duckworth (WC)   | Vasek Pospisil             | Mischa Zverev (Q)          | Sergiy Stakhovsky          |
| Andreas Seppi          | Albert Ramos-Viñolas [31]  | Marco Chiudinelli (Q)      | Federico Delbonis          |
| Jan Šátral (Q)         | Pablo Cuevas [18]          | Benoît Paire [32]          | Milos Raonic [5]           |
| Ričardas Berankis      | Janko Tipsarević (PR)      | Steve Johnson [19]         | Fabio Fognini              |
| Horacio Zeballos       | Damir Džumhur              | Alexander Zverev [27]      | Alessandro Giannessi (Q)   |
| Karen Khachanov (Q)    | Paul-Henri Mathieu         | Donald Young               | Viktor Troicki             |
| Feliciano López [16]   | Jérémy Chardy              | Gilles Simon [30]          | Marcel Granollers          |
| Primeira fase          |                            |                            |                            |
| Jerzy Janowicz (PR)    | Saketh Myneni (Q)          | Bjorn Fratangelo (WC)      | Martin Kližan [28]         |
| Frances Tiafoe (WC)    | Jordan Thompson            | Lukáš Lacko                | Richard Gasquet [13]       |
| Guido Andreozzi (Q)    | Robin Haase                | Jozef Kovalík (LL)         | Yoshihito Nishioka         |
| Taylor Fritz           | Pierre-Hugues Herbert      | Gastão Elias               | Rogério Dutra Silva        |
| Denis Istomin          | Stéphane Robert            | Thomaz Bellucci            | Julien Benneteau (PR)      |
| Mikhail Kukushkin      | Guilherme Clezar (Q)       | Brian Baker (PR)           | Guillermo García-López     |
| Gilles Müller          | Mackenzie McDonald (WC)    | Márton Fucsovics (Q)       | Dudi Sela                  |
| Dušan Lajović          | Facundo Bagnis             | Adrian Mannarino           | Dustin Brown               |
| John Millman           | Malek Jaziri               | Ilya Ivashka (Q)           | Sam Querrey [29]           |
| Evgeny Donskoy         | Diego Schwartzman          | Teymuraz Gabashvili        | Alexandr Dolgopolov        |
| Aljaž Bedene           | Florian Mayer              | Ivan Dodig                 | Bernard Tomic [17]         |
| Daniel Brands (LL)     | Rajeev Ram (WC)            | Denis Kudla                | Fernando Verdasco          |
| Benjamin Becker        | Thomas Fabbiano (Q)        | Christian Harrison (Q)     | Philipp Kohlschreiber [25] |
| Lu Yen-hsun            | Jan-Lennard Struff         | Radu Albot                 | David Goffin [12]          |
| Borna Ćorić            | Víctor Estrella Burgos     | Michael Mmoh (Q)           | Íñigo Cervantes            |
| Radek Štěpánek (Q)     | Carlos Berlocq             | Juan Mónaco                | Lukáš Rosol                |

### Feminino
| Final                      | Final                     | Final                         | Final                   |
| -------------------------- | ------------------------- | ----------------------------- | ----------------------- |
| Karolína Plíšková [10]     |                           |                               |                         |
| Semifinais                 |                           |                               |                         |
| Serena Williams [1]        | Serena Williams [1]       | Caroline Wozniacki            | Caroline Wozniacki      |
| Quartas de final           |                           |                               |                         |
| Simona Halep [5]           | Ana Konjuh                | Anastasija Sevastova          | Roberta Vinci [7]       |
| Quarta fase                |                           |                               |                         |
| Yaroslava Shvedova         | Carla Suárez Navarro [11] | Agnieszka Radwańska [4]       | Venus Williams [6]      |
| Madison Keys [8]           | Johanna Konta [13]        | Lesia Tsurenko                | Petra Kvitová [14]      |
| Terceira fase              |                           |                               |                         |
| Johanna Larsson            | Zhang Shuai               | Elena Vesnina [19]            | Tímea Babos [31]        |
| Caroline Garcia [25]       | Varvara Lepchenko         | Anastasia Pavlyuchenkova [17] | Laura Siegemund [26]    |
| Naomi Osaka                | Monica Niculescu          | Belinda Bencic [24]           | Kateryna Bondarenko     |
| Carina Witthöft            | Dominika Cibulková [12]   | Elina Svitolina [22]          | Catherine Bellis (Q)    |
| Segunda fase               |                           |                               |                         |
| Vania King (WC)            | Denisa Allertová          | Wang Qiang                    | Samantha Stosur [16]    |
| Jelena Janković            | Annika Beck               | Richèl Hogenkamp (Q)          | Lucie Šafářová          |
| Naomi Broady               | Kateřina Siniaková        | Kurumi Nara                   | Timea Bacsinszky [15]   |
| Montserrat González (Q)    | Kristina Mladenovic       | Nicole Gibbs                  | Julia Görges            |
| Kayla Day (WC)             | Duan Yingying (Q)         | Ana Bogdan (Q)                | Svetlana Kuznetsova [9] |
| Tsvetana Pironkova         | Andrea Petkovic           | Zheng Saisai                  | Garbiñe Muguruza [3]    |
| Christina McHale           | Yulia Putintseva          | Wang Yafan (Q)                | Evgeniya Rodina         |
| Çağla Büyükakçay           | Lauren Davis (WC)         | Shelby Rogers                 | Mirjana Lučić-Baroni    |
| Primeira fase              |                           |                               |                         |
| Ekaterina Makarova         | Antonia Lottner (Q)       | Karin Knapp                   | Ana Ivanovic [29]       |
| Daria Kasatkina [23]       | Lara Arruabarrena         | Ellen Perez (WC)              | Camila Giorgi           |
| Teliana Pereira            | Mariana Duque Mariño      | Nadia Podoroska (Q)           | Anett Kontaveit         |
| Barbara Haas (Q)           | Heather Watson            | Daria Gavrilova               | Kirsten Flipkens        |
| Jessica Pegula (Q)         | Laura Robson (Q)          | Eugenie Bouchard              | Pauline Parmentier      |
| Kiki Bertens [20]          | Stefanie Vögele           | Peng Shuai (PR)               | Vitalia Diatchenko (PR) |
| Sofia Kenin (WC)           | Danka Kovinić             | Nao Hibino                    | Louisa Chirico          |
| Patricia Maria Țig         | Aleksandra Krunić (Q)     | Yanina Wickmayer              | Kateryna Kozlova        |
| Alison Riske               | Madison Brengle           | Maria Sakkari                 | Coco Vandeweghe [28]    |
| Barbora Strýcová [18]      | Sorana Cîrstea (Q)        | Taylor Townsend (Q)           | Francesca Schiavone     |
| Bethanie Mattek-Sands (WC) | Virginie Razzano (WC)     | Kristína Kučová (Q)           | Samantha Crawford       |
| Mónica Puig [32]           | Hsieh Su-wei              | Anna Karolína Schmiedlová     | Elise Mertens (Q)       |
| Anna-Lena Friedsam         | Mona Barthel              | Sabine Lisicki                | Misaki Doi [30]         |
| Irina-Camelia Begu [21]    | Alison Van Uytvanck (LL)  | Danielle Collins (WC)         | Magda Linette           |
| Jeļena Ostapenko           | Irina Falconi             | Aliaksandra Sasnovich         | Mandy Minella (Q)       |
| Sara Errani [27]           | Viktorija Golubic         | Alizé Cornet                  | Polona Hercog           |

## Finais

### Profissional
| Categoria | Evento    | Campeã(s)(o/ões)                     | Vice-campeã(s)(o/ões)                      | Resultado           | Chave(s)  | Chave(s)       |
| --------- | --------- | ------------------------------------ | ------------------------------------------ | ------------------- | --------- | -------------- |
| Simples   | Masculino | Stan Wawrinka                        | Novak Djokovic                             | 16–7, 6–4, 7–5, 6–3 | principal | qualificatório |
| Simples   | Feminino  | Angelique Kerber                     | Karolína Plíšková                          | 6–3, 4–6, 6–4       | principal | qualificatório |
| Duplas    | Masculino | Jamie Murray Bruno Soares            | Pablo Carreño Busta Guillermo García-López | 6–2, 6–3            | principal | principal      |
| Duplas    | Feminino  | Bethanie Mattek-Sands Lucie Šafářová | Caroline Garcia Kristina Mladenovic        | 2–6, 7–65, 6–4      | principal | principal      |
| Duplas    | Misto     | Laura Siegemund Mate Pavić           | Coco Vandeweghe Rajeev Ram                 | 6–4, 6–4            | principal | principal      |

### Juvenil
| Categoria | Evento    | Campeã(s)(o/ões)                          | Vice-campeã(s)(o/ões)                  | Resultado         | Chave(s)  | Chave(s)       |
| --------- | --------- | ----------------------------------------- | -------------------------------------- | ----------------- | --------- | -------------- |
| Simples   | Masculino | Félix Auger-Aliassime                     | Miomir Kecmanović                      | 6–3, 6–0          | principal | qualificatório |
| Simples   | Feminino  | Kayla Day                                 | Viktória Kužmová                       | 6–3, 6–2          | principal | qualificatório |
| Duplas    | Masculino | Juan Carlos Aguilar Felipe Meligeni Alves | Félix Auger-Aliassime Benjamin Sigouin | 6–3, 7–64         | principal | principal      |
| Duplas    | Feminino  | Jada Hart Ena Shibahara                   | Kayla Day Caroline Dolehide            | 4–6, 6–2, [13–11] | principal | principal      |

### Outros eventos
| Categoria         | Evento     | Campeã(s)(o/ões)                     | Vice-campeã(s)(o/ões)                       | Resultado | Chave     |           |
| ----------------- | ---------- | ------------------------------------ | ------------------------------------------- | --------- | --------- | --------- |
| Duplas convidadas | Masculinas | Pat Cash Mark Philippoussis          | John McEnroe Patrick McEnroe                | 6–3, 6–4  | principal | principal |
| Duplas convidadas | Femininas  | Lindsay Davenport Mary Joe Fernández | Martina Navrátilová Arantxa Sánchez Vicario | 6–4, 6–2  | principal | principal |